# Diplotropis nigrina
Diplotropis nigrina är en skalbaggsart som beskrevs av Fahraeus 1857. Diplotropis nigrina ingår i släktet Diplotropis och familjen Melolonthidae. Inga underarter finns listade i Catalogue of Life.